# Королева Марго (фильм, 1994)
«Королева Марго» (фр. La Reine Margot) — исторический фильм Патриса Шеро по мотивам одноимённого исторического романа Александра Дюма. Получил два приза Каннского фестиваля и пять премий «Сезар».

## Сюжет
Фильм начинается со сцены венчания Марго и Генриха Наваррского.
На церемонии бракосочетания в соборе Парижской Богоматери невеста не смогла заставить себя сказать «да», и королю Карлу пришлось стукнуть её по затылку. Невольный возглас был принят за согласие.
Свадьба, отпразднованная с большой пышностью, закончилась Варфоломеевской ночью, или «парижской кровавой свадьбой» (24 августа 1572 года). Резня показана во всех деталях. Кровь, масса окровавленных и изуродованных тел на улицах… Марго спасает раненого протестанта и влюбляется в него. Но они теряют друг друга — она думает, что он погиб, и только некоторое время спустя узнаёт, что он (имя умалчивается) остался в живых…
В конце концов, любимый Марго остаётся без головы — её брат, король Франции, отправил протестанта на казнь. Вскоре он сам умирает от отравления, а другой брат Марго, Генрих, становится новым королём.
Марго отправляется к палачу и просит бальзамировать тело любимого, а сама забирает его голову с собой в Наварру.

## В ролях
- Изабель Аджани — Марго
- Даниэль Отёй — Генрих Наваррский
- Жан-Юг Англад — Карл IX
- Венсан Перес — Ла Моль
- Вирна Лизи — Екатерина Медичи
- Доминик Блан — Генриетта Неверская
- Паскаль Греггори — Генрих Анжуйский
- Мигель Бозе — Герцог де Гиз
- Томас Кречман — Нансе
- Азия Ардженто — Шарлотта де Сов
- Жан-Клод Бриали — Адмирал Колиньи
- Бруно Тодескини — Арманьяк
- Клаудио Амендола[итал.] — Коконнас
- Жюльен Рассам — Франсуа, герцог Алансонский и Анжуйский
- Владимир Котляров — Палач[1]
- Далила Карму

## Исторические несоответствия
Фильм лишь в общих чертах связан с сюжетом одноимённого романа Александра Дюма, достаточно вольно его интерпретируя. Однако и сам сюжет романа мало связан с реальными биографиями Лерака де ла Моля и Аннибала де Коконнаса. В действительности оба были миньонами Франсуа, герцога Анжуйского, который предал их в обмен на прощение за участие в заговоре 1574 года против Генриха III, только что восшедшего на французский престол. За участие в заговоре оба были казнены.
Венчание исторических Маргариты и Генриха происходило не в католическом соборе, а на помостье перед ним, так как Генрих был протестантом. Не могло присутствовать на венчании и так много духовенства, как показано в фильме — королеве Екатерине Медичи стоило немалых усилий уговорить кардинала Шарля де Бурбона (единственного католика в семье Бурбонов) поженить пару без разрешения папы Римского.
Любовница Генриха Наваррского, Шарлотта де Сов, не была убита, она скончалась только в 1617 году, пережив большинство других действующих лиц романа.

## Значение фильма
Выход фильма остался в памяти специалистов по кино как один из исторических водоразделов. Лента, в которой французские придворные XVI века изъясняются на современном молодёжном жаргоне, напоминая критикам «панков», а вместо пышных костюмов с брыжами носят рваное исподнее, «знаменовала падение последнего оплота изысканного костюмерного искусства в кинематографе — исторического жанра». Отказавшись подходить к классике как архивист «в перчатках», Шеро заявил, что снимал «что угодно, но только не исторический фильм» в традиционном понимании слова. Зрителей в Каннах «Королева Марго» покорила неслыханной для крупнобюджетного костюмного фильма откровенностью в демонстрации «крови и плоти»: особенно много споров вызвали кровавый балет Варфоломеевской ночи и хитросплетения инцеста в семействе Валуа, а заседания королевских родственников во главе со зловещей флорентийкой напомнили М. Трофименкову сходки итальянской мафии. «Королева Марго» положила начало моде на подспудное осовременивание исторических реалий, которую продолжили такие ленты, как «Мария-Антуанетта» (2006), «Принцесса де Монпансье» (2010) и т. д.
К числу почитателей фильма причисляет себя австрийский режиссёр М. Ханеке. В его картине «Время волков» одну из главных ролей исполнил Шеро, а сценарий фильма «Скрытое» был написан специально для Д. Отёя. Для фильма Ханеке «Белая лента» костюмы готовила Муадель Бикель. «Я нанял её, потому что она работала над костюмами для „Королевы Марго“, — лучшими, которые я видел в кино. Она искусно создаёт необходимую патину, ощущение того, что эту одежду уже носили», — говорит Ханеке.

## Награды и номинации
| Год  | Результат | Награда или фестиваль  | Категория                                | Примечание      |
| ---- | --------- | ---------------------- | ---------------------------------------- | --------------- |
| 1994 | Победа    | Каннский кинофестиваль | Приз жюри                                |                 |
| 1994 | Победа    | Каннский кинофестиваль | Серебряная премия за лучшую женскую роль | Вирна Лизи      |
| 1994 | Номинация | Каннский кинофестиваль | Золотая пальмовая ветвь                  |                 |
| 1995 | Номинация | Оскар                  | Лучшие костюмы                           | Муадель Биккель |
| 1995 | Номинация | Золотой глобус         | Лучший иностранный фильм                 |                 |
| 1995 | Победа    | Сезар                  | Лучшая женская роль                      | Изабель Аджани  |
| 1995 | Победа    | Сезар                  | Лучший оператор                          | Филипп Руссело  |
| 1995 | Победа    | Сезар                  | Лучшие костюмы                           | Муадель Биккель |
| 1995 | Победа    | Сезар                  | Лучшая мужская роль второго плана        | Жан-Юг Англад   |
| 1995 | Победа    | Сезар                  | Лучшая женская роль второго плана        | Вирна Лизи      |